# رياض عبد الله ليلا
رياض بن عبد الله ليلا (1955 -) هو كاتب ومؤلف وأديب إسلامي سوري.

## حياته ونشاته
ولد عام 1955م، وهو من أبناء مدينة دمشق في سورية انخرط في شبابه بجماعة الإخوان المسلمين في سورية. قدم الدكتور رياض العديد من الكتب الروائية الأدبية منها والدينية، تتحدث في مجملها عن الشيعة واليهود والفرس. حاصل على دكتوراة في التراث الفكري والعلمي العربي.

## المؤلفات[2][3][4]
- معارك حاسمة في التاريخ الإسلامي والدور المظلم للباطنية كتاب منشور- الناشر دار مجد الإسلام.
- اليهود بداية ونهاية - كتاب منشور - دار مجد الإسلام.
- العنف المقارن بين القرآن والأديان - الناشر ابن عباس.
- عمائم تهودت مجلدان الناشر ابن عباس.
- خالد بن الوليد بين عيون المسلمين وحقد الباطنيين - الناشر ابن عباس.
- سوريا بين أنياب الأسد - الناشر دار العقيدة.[5]
- عمائم حاقدة -رواية أدبية هادفة- الناشر دار العقيدة.

- مشكاة النور في سيرة الرسول بين المحجة البيضاء والعمائم السوداء -تحت النشر.
- القائد المنتصر موسى بن نصير -تحت النشر.
- القائد الحازم قتيبة بن مسلم- تحت النشر.
- صفحات قاتمة من سيرة قيادة الإخوان المسلمين في سوريا -أسرار وخفايا - تحت النشر.
- الأخطبوط الأسود، رواية أدبية - تحت النشر.
- الضحية بين المصيدة والجلاد- رواية أدبية تتحدث عن حياته الشخصية.